# Fuchsstadt markstation

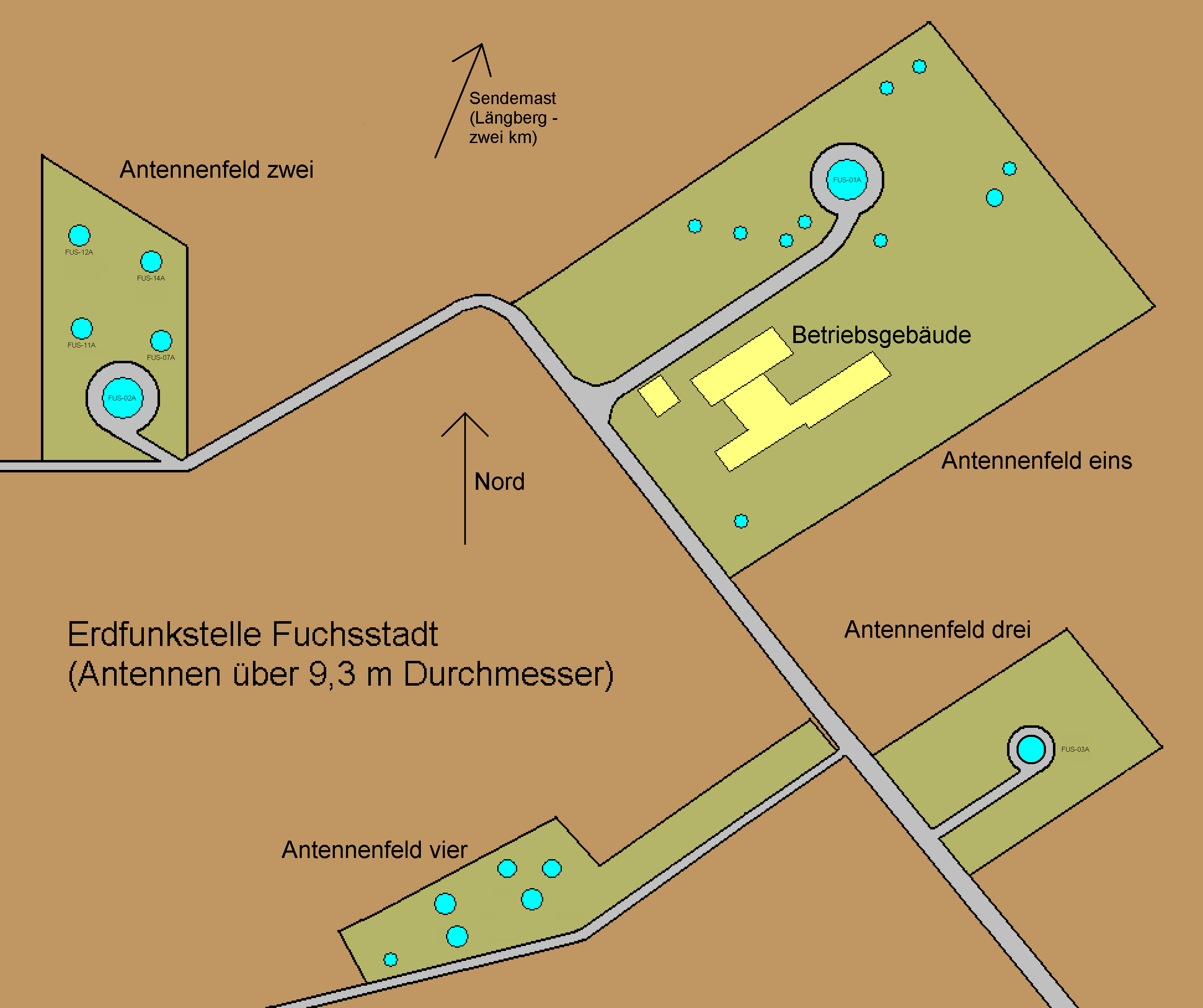
Översiktskarta

Fuchsstadt markstation är en markstation i Fuchsstadt (Unterfranken) i Tyskland. Markstationen var från början en del av Intelsat (International Telecommunications Satellite Organization). Markstationen såldes till Deutsche Bundespost, fungerar idag som markstation för en mängd kommunikationssatelliter. Fram till det tidiga 1990-talet var den en betydande kommunikationshub.
För att försörja stationen med kraft finns ställverk, men även dieselgeneratorer i nödfall. Vissa av antennerna kräver ett säkerhetsavstånd på 1 425 meter. Det finns fem områden med antenner.
Byggnationen började under 1980-talet. År 2000 stängde stationen, för att åter startas 2002. Till området hör en sändarmast.